# Les Femmes de l'Autremonde

Les Femmes de l'Autremonde (titre original : Women of the Otherworld) est le nom d'une série de romans écrits par Kelley Armstrong, auteur canadienne de romans fantastiques. La série, destinée aux adultes, est centrée sur des créatures fantastiques dangereuses telles que les loups-garous, sorcières, nécromanciens, démons et vampires.

## Résumé
Elena Michaels est un loup-garou et la seule femelle de son espèce. Voilà qui n’est déjà pas banal. Mais en plus, elle fait tout ce qu’elle peut pour être normale. Elle voudrait une vie ordinaire, sans ses désirs inhumains, sa sauvagerie, sa faim et ses instincts de chasseuse.
Mais la Meute fait appel à elle. Enfreignant les lois du clan, des déviants menacent de dévoiler leur existence. Elena obtempère, car la loyauté du sang ne se discute pas. Et au cours de son combat, elle découvrira sa vraie nature…

## Historique
Entamée en 2001, la série Les Femmes de l'Autremonde remporte un grand succès aux États-Unis qui ont fait de ces romans d'énormes best-sellers. Actuellement, la série compte treize volumes dont le dernier s'intitule Thirteen. En France, les quatre premiers tomes ont été publiés aux éditions Bragelonne de 2007 à 2009. Les éditions Milady rééditent à partir de 2010 ces quatre volumes puis publient les cinquième et sixième. En 2012, Bragelonne reprend en grand format les tomes 5 et 6 et publie le septième tome. L'histoire est adaptée pour les lecteurs français par Mélanie Fazi.

## Romans
1. Morsure, Bragelonne, 2007 ((en) Bitten, 2001)Réédité chez Milady en janvier 2010
2. Capture, Bragelonne, 2008 ((en) Stolen, 2002)Réédité chez Milady en février 2010
3. Magie de pacotille, Bragelonne, 2008 ((en) Dime Store Magic, 2004)Réédité chez Milady en mars 2010
4. Magie d'entreprise, Bragelonne, 2009 ((en) Industrial Magic, 2004)Réédité chez Milady en juillet 2010
5. Hantise, Milady, 2010 ((en) Haunted, 2005)Réédité chez Bragelonne en janvier 2012
  - (en) ChaoticNouvelle publiée dans Dates from Hell
6. Rupture, Milady, 2011 ((en) Broken, 2006)Réédité chez Bragelonne en janvier 2012
  - (en) TwilightNouvelle publiée dans Many Bloody Returns
  - Traque, 2011 ((en) Stalked)Nouvelle publiée dans l'anthologie Lune de miel, lune de sang éditée par les éditions Milady
7. Sacrifice, Bragelonne, 2012 ((en) No Humans Involved, 2007)Réédité chez Milady en juin 2012
8. Démoniaque, Bragelonne, 2012 ((en) Personal Demon, 2008)Réédité chez Milady en mai 2013
9. Apparition, Bragelonne, 2013 ((en) Living with the Dead, 2008)Réédité chez Milady en octobre 2013
10. (en) Frostbitten, 2009
11. (en) Waking the Witch, 2010
12. (en) Spell Bound, 2011
13. (en) Thirteen, 2012

## Narrateurs
- Morsure : Elena Michaels, un loup-garou.
- Capture : Elena Michaels.
- Magie de Pacotille : Paige Winterbourne, une jeune sorcière.
- Magie d'Entreprise : Paige Winterbourne.
- Hantise : Eve Levine, une semi-démone et sorcière adepte de magie noire.
- Rupture : Elena Michaels.
- Sacrifice : Jaime Vegas, une nécromancienne.
- Démoniaque : Hope Adams, une demi-démone & Lucas Cortez, un mage.
- Apparition : (écrit à la 3° personne) Hope Adams, Adele Morrissey, une voyante, Robyn Peltier, une humaine & John Findlay (Finn), un nécromancien.
- Frostbitten : Elena Michaels.
- Waking the Witch : Savannah Levine, une sorcière adolescente (13 ans).
- Spell Bound

## Nouvelles complémentaires
Les nouvelles sont classées par ordre chronologique.
- Rebirth : comment Aaron devient un vampire.
- Infusion : conception et naissance de Jeremy Danvers.
- Savage : comment Clayton devient un loup-garou et comment Jeremy le trouve et l'élève.
- Ascension : enfance de Clayton et comment Jeremy devient l'Alpha de la Meute.
- Demonology : conception d'Adam & Talia Lyndsay découvre ses "origines" et comment elle a rencontré Robert Vasic.
- Birthright : comment Logan découvre qu'il est devenu un loup-garou.
- Beginnings : rencontre entre Clayton & Elena et comment ils tombent amoureux.
- The Case of the Half-Demon Spy : une aventure de Paige & Adam étant enfants.
- Expectations : Lucas Cortez découvre qu'il est surement le fils d'un infâme cabale.
- Truth & Consequences : Elena a affaire à une menace pour la Meute.
- Territorial : comment Marsten se retrouve impliqué dans le complot de Morsure.
- Ghosts : Jeremy a affaire à de vieux souvenirs.
- Escape : tentative d’évasion d'Eve et Savannah.
- Wedding Bell Hell : mariage de Paige & Lucas.
- Adventurer : une aventure de Kenneth.
- Chaotic (publié dans Dates from Hell) : Hope Adams tente de capturer Karl Marsten afin de pouvoir faire équipe avec lui.
- The Case of El Chupacabra : Paige & Lucas poursuivent un meurtrier qui peut être vampire.
- Bargain : Xavier Reese tente de passer un accord avec Elena.
- Framed : Nick Sorrentino est déterminé à prouver qu'il peut faire face à une situation seul.